# ريبيكا جون
ريبيكا جون (بالإنجليزية: Rebecca John)‏ هي صحفية بريطانية، ولدت في 15 أبريل 1970 في Vale of Glamorgan ‏ في المملكة المتحدة.